# Cheiracanthium zebrinum
Cheiracanthium zebrinum is een spinnensoort uit de familie Cheiracanthiidae.
De wetenschappelijke naam van de soort werd in 1972 gepubliceerd door Savelyeva.